# Liste des quartiers de Porto Alegre

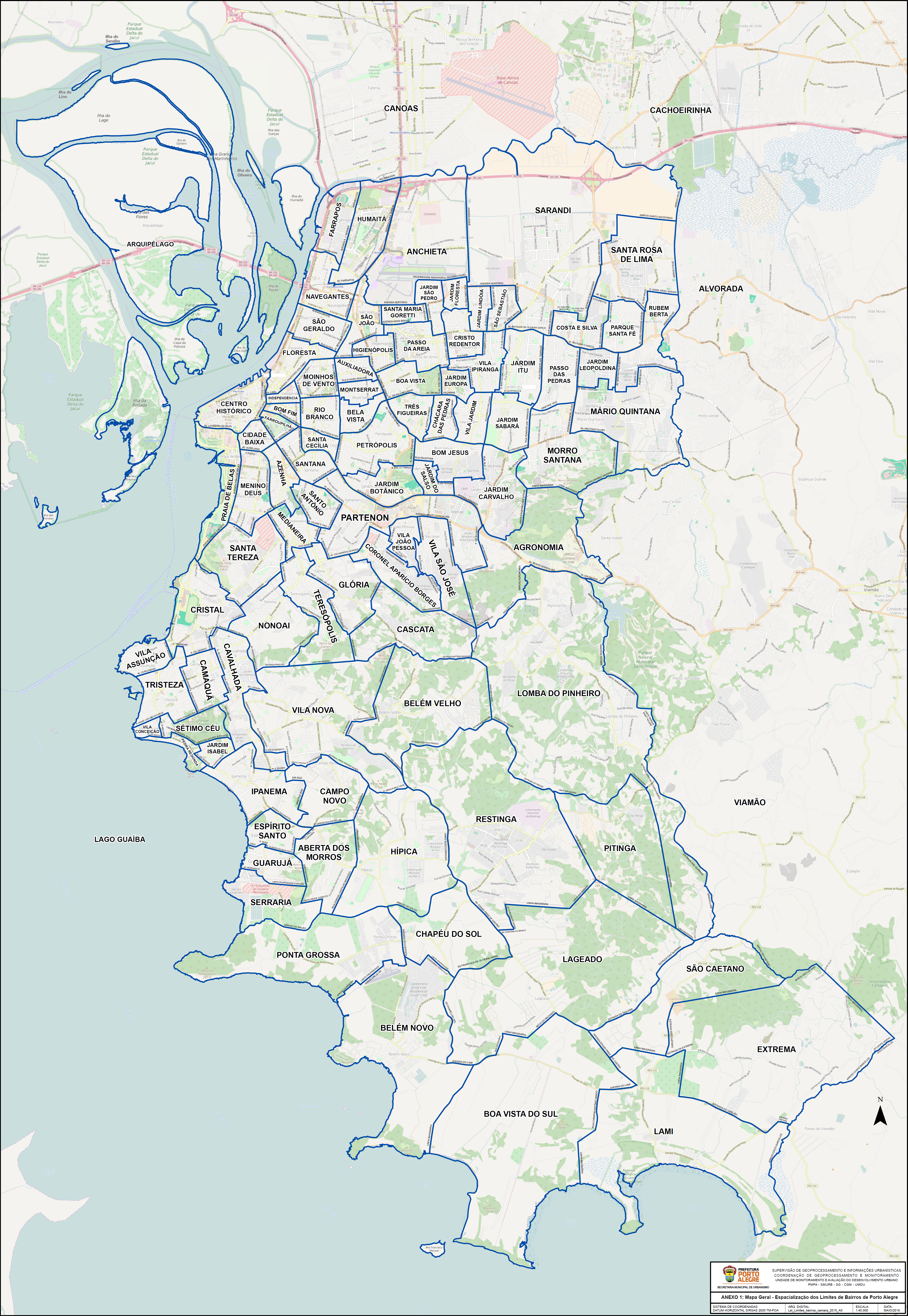
Carte des quartiers de Porto Alegre.

Ci-dessous, la liste des 78 quartiers de Porto Alegre.

## A
- Agronomia
- Anchieta
- Arquipélago
- Auxiliadora
- Azenha

## B
- Bela Vista
- Belém Novo
- Belém Velho
- Boa Vista
- Bom Fim
- Bom Jesus

## C
- Camaquã
- Cascata
- Cavalhada
- Centro
- Chácara das Pedras
- Cidade Baixa
- Coronel Aparício Borges
- Cristal
- Cristo Redentor

## E
- Espírito Santo

## F
- Farrapos
- Farroupilha
- Floresta

## G
- Glória
- Guarujá

## H
- Higienópolis
- Hípica
- Humaitá

## I
- Independência
- Ipanema

## J
- Jardim Botânico
- Jardim Carvalho
- Jardim do Salso
- Jardim Floresta
- Jardim Itu-Sabará
- Jardim Lindóia
- Jardim São Pedro

## L
- Lageado
- Lami
- Lomba do Pinheiro

## M
- Marcílio Dias
- Mário Quintana
- Medianeira
- Menino Deus
- Moinhos de Vento
- Mont' Serrat

## N
- Navegantes
- Nonoai

## P
- Partenon
- Passo d'Areia
- Pedra Redonda
- Petrópolis
- Ponta Grossa
- Praia de Belas

## R
- Restinga
- Rio Branco
- Rubem Berta

## S
- Santa Cecília
- Santa Maria Goretti
- Santa Tereza
- Santana
- Santo Antônio
- São Geraldo
- São José
- São João
- São Sebastião
- Sarandi
- Serraria

## T
- Teresópolis
- Três Figueiras
- Tristeza

## V
- Vila Assunção
- Vila Conceição
- Vila Ipiranga
- Vila Jardim
- Vila João Pessoa
- Vila Nova